# Santa Maria d'Artés
|  | No s'ha de confondre amb Església romànica de Santa Maria d'Artés. |

Santa Maria d'Artés és l'església parroquial d'Artés (Bages) inclosa en l'Inventari del Patrimoni Arquitectònic de Catalunya. És obra de Claudi Duran i Ventosa i de Josep Coll i Vilaclara. Construïda al pla, la seva funció parroquial va ser en el seu moment transferida de l'antiga església de Santa Maria que s'alça dalt d'un turó, a ponent de l'actual.

## Descripció
Construcció religiosa: església neoromànica amb elements noucentistes formada per tres naus cobertes amb volta de canó i decoració amb elements plàstics i arquitectònics propis del romànic: arcuacions, columnes, arcs de mig punt, etc. La façana reprodueix tres portalades de mig punt que s'obren a un pòrtic; al mig de la façana tres finestrals d'arc de mig punt i un seguit d'arcuacions formen el cos central flanquejat per un campanar a tramuntana i per un cos rectangular a migdia.
Situada a l'altar major de l'església i d'estil neoclàssic de 1947 trobem la figura de la Verge en L'Ascensió feta per Pontí en talla policromada de fusta.

## Història
A finals dels s.XIX la vila d'Artés va conèixer una forta implantació de la indústria tèxtil que suposà un espectacular creixement del poble. Alhora que es construeixen el nou ajuntament i els escoles s'iniciava també l'obra de la nova església segons plànols de Claudi Duran i Ventosa fets l'any 1892.
L'església fou dissenyada com un gran edifici d'inspiració romànica amb decoració noucentista i eclèctica. També es va projectar la construcció d'un segon campanar, però es va descartar la idea, segurament, per falta de pressupost. El nou edifici fou consagrat el 14 de setembre de 1912, el mateix any en què fou enderrocada l'antiga parroquial romànica d'Artés. Tota l'església és obra de Cl. Duran llevat del campanar que és de l'arquitecte Josep Coll i Vilaclara.